# Licença de código aberto
Uma licença de código aberto é um tipo de licença para software de computador e outros produtos que permite que o código-fonte, blueprint ou design seja usado, modificado e/ou compartilhado sob termos e condições definidos. Isso permite que usuários finais e empresas comerciais revisem e modifiquem o código-fonte, o projeto ou o design para suas próprias necessidades de personalização, curiosidade ou solução de problemas. O software licenciado de código aberto está disponível principalmente gratuitamente, embora isso não precise necessariamente ser o caso.
As licenças que permitem apenas redistribuição não comercial ou modificação do código-fonte apenas para uso pessoal geralmente não são consideradas licenças de código aberto. No entanto, as licenças de código aberto podem ter algumas restrições, principalmente no que diz respeito à expressão de respeito à origem do software, como a exigência de preservação do nome dos autores e uma declaração de direitos autorais dentro do código, ou a exigência de redistribuição do software licenciado apenas sob a mesma licença (como em uma licença copyleft). Houve debates anteriores sobre se as licenças de código aberto, que permitem que os detentores de cópias usem, transfiram e modifiquem software, tenham consideração adequada, devem ser vistas pelos tribunais como contratos juridicamente aplicáveis. Enquanto alguns acadêmicos argumentam que as licenças de código aberto não são contratos porque não há consideração, outros argumentam que o valor social significativo fornecido pelo papel que as licenças de código aberto desempenham na promoção do desenvolvimento e melhoria de software, facilitando o acesso ao código-fonte, oferece consideração adequada.
Um tipo de conjunto normalmente usado de licenças de software de código aberto são aquelas aprovadas pela Open Source Initiative (OSI) com base em sua Open Source Definition (OSD). As licenças de código-aberto ditam os termos e condições que acompanham o uso de software de código aberto (OSS). As licenças de código aberto servem como um acordo legal entre autor e usuário de código aberto: os autores disponibilizam o OSS gratuitamente, mas com certos requisitos que o usuário deve seguir.
Normalmente, os termos de licença de código aberto entram em vigor na distribuição de seu software, se você usar apenas um componente de código aberto para uma ferramenta interna, por exemplo, provavelmente não estará vinculado a requisitos que se aplicariam de outra forma.

## Comparações
A Free Software Foundation tem seus critérios relacionados, mas distintos, para avaliar se uma licença qualifica ou não um software como software livre. A maioria das licenças de software livre também são consideradas licenças de software de código aberto. Da mesma forma, o projeto Debian tem seus próprios critérios, as Diretrizes de Software Livre Debian, nas quais a Definição de Código Aberto é baseada. Na interpretação da FSF, os critérios de licença de código aberto se concentram na disponibilidade do código-fonte e na capacidade de modificá-lo e compartilhá-lo, enquanto as licenças de software livre se concentram na liberdade do usuário de usar o programa, modificá-lo e compartilhar isto.
As licenças disponíveis na fonte garantem a disponibilidade do código fonte, mas não necessariamente atendem aos critérios de liberdade do usuário para serem classificados como software livre ou software de código aberto.

## Domínio público
Por volta de 2004, o advogado Lawrence Rosen argumentou no ensaio "Por que o domínio público não é uma licença" que o software não poderia realmente ser renunciado ao domínio público e, portanto, não pode ser interpretado como uma licença de código aberto muito permissiva, uma posição que enfrentou oposição por Daniel J. Bernstein e outros. Em 2012, a disputa foi finalmente resolvida quando Rosen aceitou o CC0 como uma licença de código aberto, embora admitindo que, ao contrário de suas reivindicações anteriores, os direitos autorais podem ser renunciados, apoiados pelas decisões do Nono Circuito.